# Галицкий исторический сборник
«Га́лицкий истори́ческий сбо́рник» — научное издание, что выходило во Львове. Опубликовано три выпуска — 1853, 1854 и 1860 годов. Издавался Галицко-русской матицей с целью распространения и популяризации исторических произведений галицких историков. Содержит научные труды Антония Петрушевича — «Краткая историческая роспись русским церквям и монастырям в городе Львове», «О Галицких епископах со времён учреждения Галицкой епархии до конца XIII века», «О соборной Богородичной церкви и святителях в Галиче». Первые два выпуска напечатаны на русском литературном языке так называемым гражданским шрифтом, третий — кириллицей. Издавался в типографии Львовского ставропигийского института.